# Cheiloneurus
Cheiloneurus är ett släkte av steklar som beskrevs av John Obadiah Westwood 1833. Cheiloneurus ingår i familjen sköldlussteklar.

## Bildgalleri

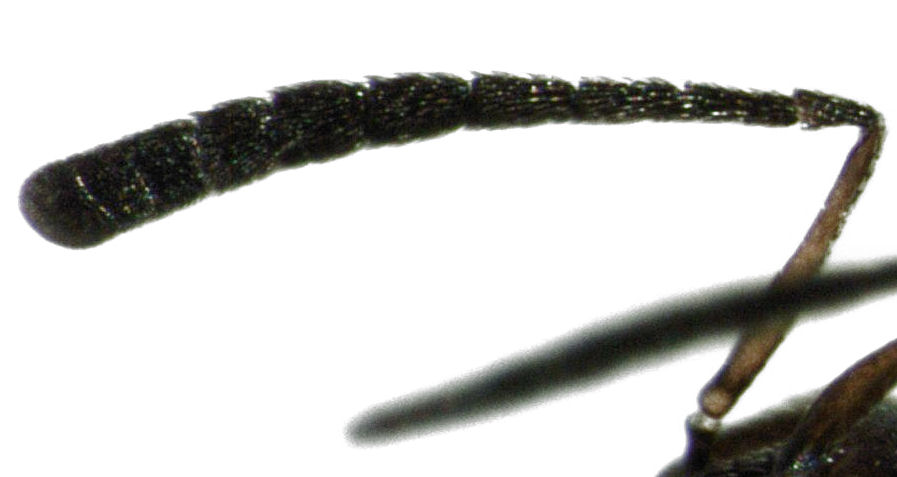
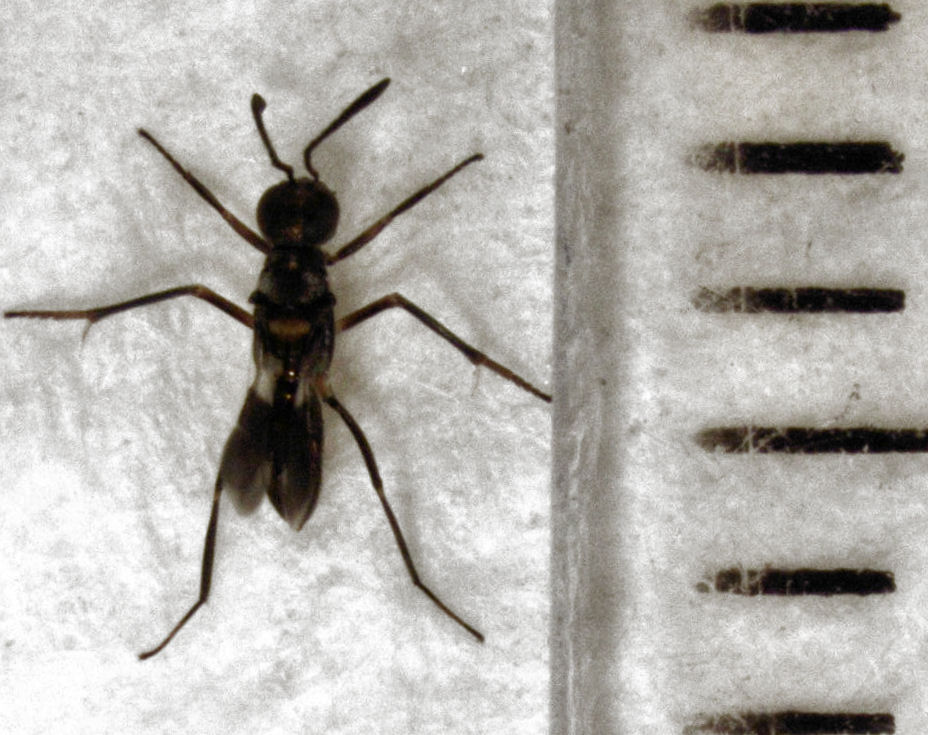
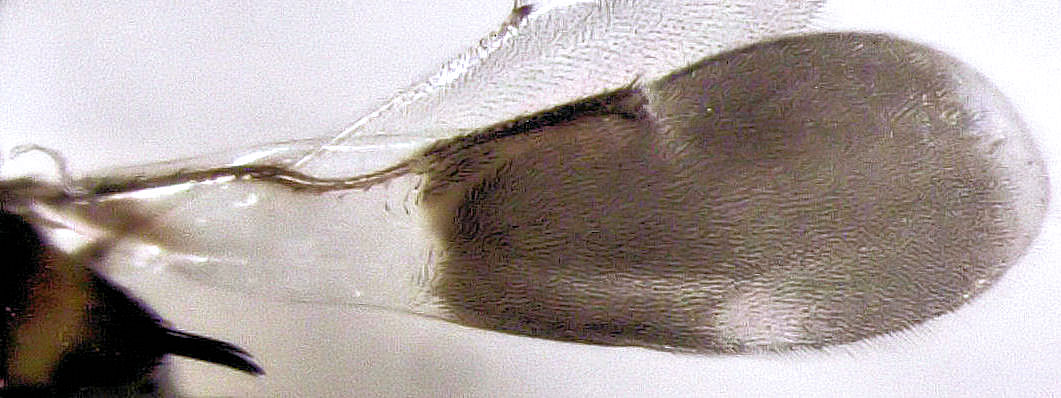
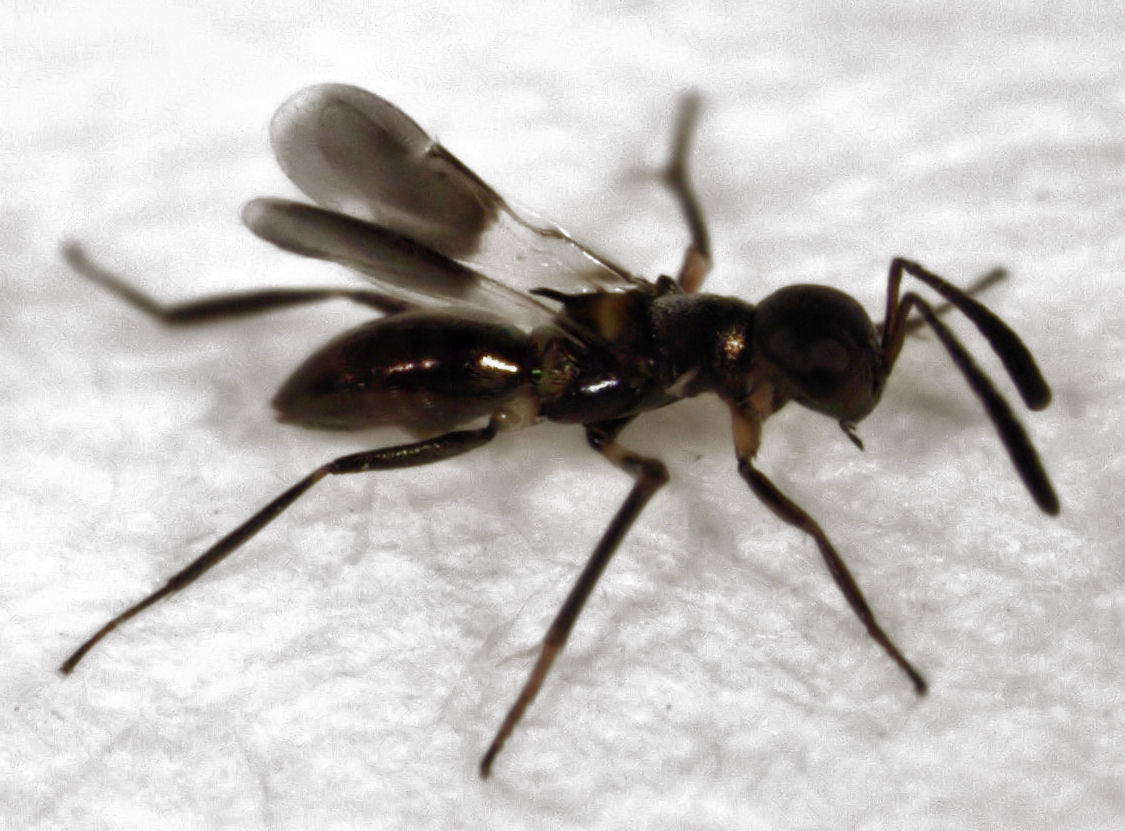

## Dottertaxa tillCheiloneurus, i alfabetisk ordning[1][2]
- Cheiloneurus afer
- Cheiloneurus albicornis
- Cheiloneurus albinotatus
- Cheiloneurus angulatus
- Cheiloneurus angustifrons
- Cheiloneurus annulicornis
- Cheiloneurus antipodis
- Cheiloneurus apeniculus
- Cheiloneurus argentifer
- Cheiloneurus assamensis
- Cheiloneurus australiae
- Cheiloneurus axillaris
- Cheiloneurus bangalorensis
- Cheiloneurus banksi
- Cheiloneurus basiri
- Cheiloneurus beerwahi
- Cheiloneurus bifasciatus
- Cheiloneurus bimaculatus
- Cheiloneurus boldyrevi
- Cheiloneurus bonariensis
- Cheiloneurus bouceki
- Cheiloneurus brunneipes
- Cheiloneurus burnsi
- Cheiloneurus callidus
- Cheiloneurus carinatus
- Cheiloneurus ceroplastis
- Cheiloneurus cheles
- Cheiloneurus chiaromontei
- Cheiloneurus chinensis
- Cheiloneurus chlorodryini
- Cheiloneurus chrysopae
- Cheiloneurus cinctiventris
- Cheiloneurus claviger
- Cheiloneurus coimbatorensis
- Cheiloneurus compressicornis
- Cheiloneurus cristatus
- Cheiloneurus cushmani
- Cheiloneurus cyanonotus
- Cheiloneurus diversicolor
- Cheiloneurus divinus
- Cheiloneurus dubius
- Cheiloneurus dumasi
- Cheiloneurus elegans
- Cheiloneurus exitiosus
- Cheiloneurus flaccus
- Cheiloneurus flavipes
- Cheiloneurus flaviscutellum
- Cheiloneurus flavoscutatus
- Cheiloneurus fulvescens
- Cheiloneurus gahani
- Cheiloneurus giraulti
- Cheiloneurus glaphyra
- Cheiloneurus gonatopodis
- Cheiloneurus hadrodorys
- Cheiloneurus hawaiiensis
- Cheiloneurus hemipterus
- Cheiloneurus hugoi
- Cheiloneurus inimicus
- Cheiloneurus japonicus
- Cheiloneurus javanus
- Cheiloneurus javensis
- Cheiloneurus kanagawaensis
- Cheiloneurus kansensis
- Cheiloneurus kerrichi
- Cheiloneurus kollari
- Cheiloneurus kuisebi
- Cheiloneurus lakhimpurensis
- Cheiloneurus latifrons
- Cheiloneurus latiscapus
- Cheiloneurus leptulus
- Cheiloneurus lineascapus
- Cheiloneurus liorhipnusi
- Cheiloneurus longicornis
- Cheiloneurus longipennis
- Cheiloneurus longiventris
- Cheiloneurus loretanus
- Cheiloneurus malayensis
- Cheiloneurus manipurensis
- Cheiloneurus margiscutellum
- Cheiloneurus marilandia
- Cheiloneurus matsuyamensis
- Cheiloneurus mazzinini
- Cheiloneurus metallicus
- Cheiloneurus molokaiensis
- Cheiloneurus nigrescens
- Cheiloneurus nigricornis
- Cheiloneurus nitidulus
- Cheiloneurus novimandibularis
- Cheiloneurus noxius
- Cheiloneurus noyesi
- Cheiloneurus oahuensis
- Cheiloneurus obscurus
- Cheiloneurus olmii
- Cheiloneurus orbitalis
- Cheiloneurus pachycephalus
- Cheiloneurus paralia
- Cheiloneurus parvus
- Cheiloneurus pasteuri
- Cheiloneurus peniculoartus
- Cheiloneurus perbellus
- Cheiloneurus perpulcher
- Cheiloneurus phenacocci
- Cheiloneurus praenitens
- Cheiloneurus pulcher
- Cheiloneurus pulvinariae
- Cheiloneurus purpureicinctus
- Cheiloneurus purpureiventris
- Cheiloneurus pyrillae
- Cheiloneurus quadricolor
- Cheiloneurus quercus
- Cheiloneurus rarus
- Cheiloneurus reate
- Cheiloneurus rediculus
- Cheiloneurus regis
- Cheiloneurus saissetiae
- Cheiloneurus seminigriclavus
- Cheiloneurus submuticus
- Cheiloneurus swezeyi
- Cheiloneurus tenuistigma
- Cheiloneurus triguttatipennis
- Cheiloneurus udaghamundus
- Cheiloneurus unicolor
- Cheiloneurus westwoodi
- Cheiloneurus victor
- Cheiloneurus viridiscutum
- Cheiloneurus vulcanus
- Cheiloneurus zeyai